# Árpád Bari

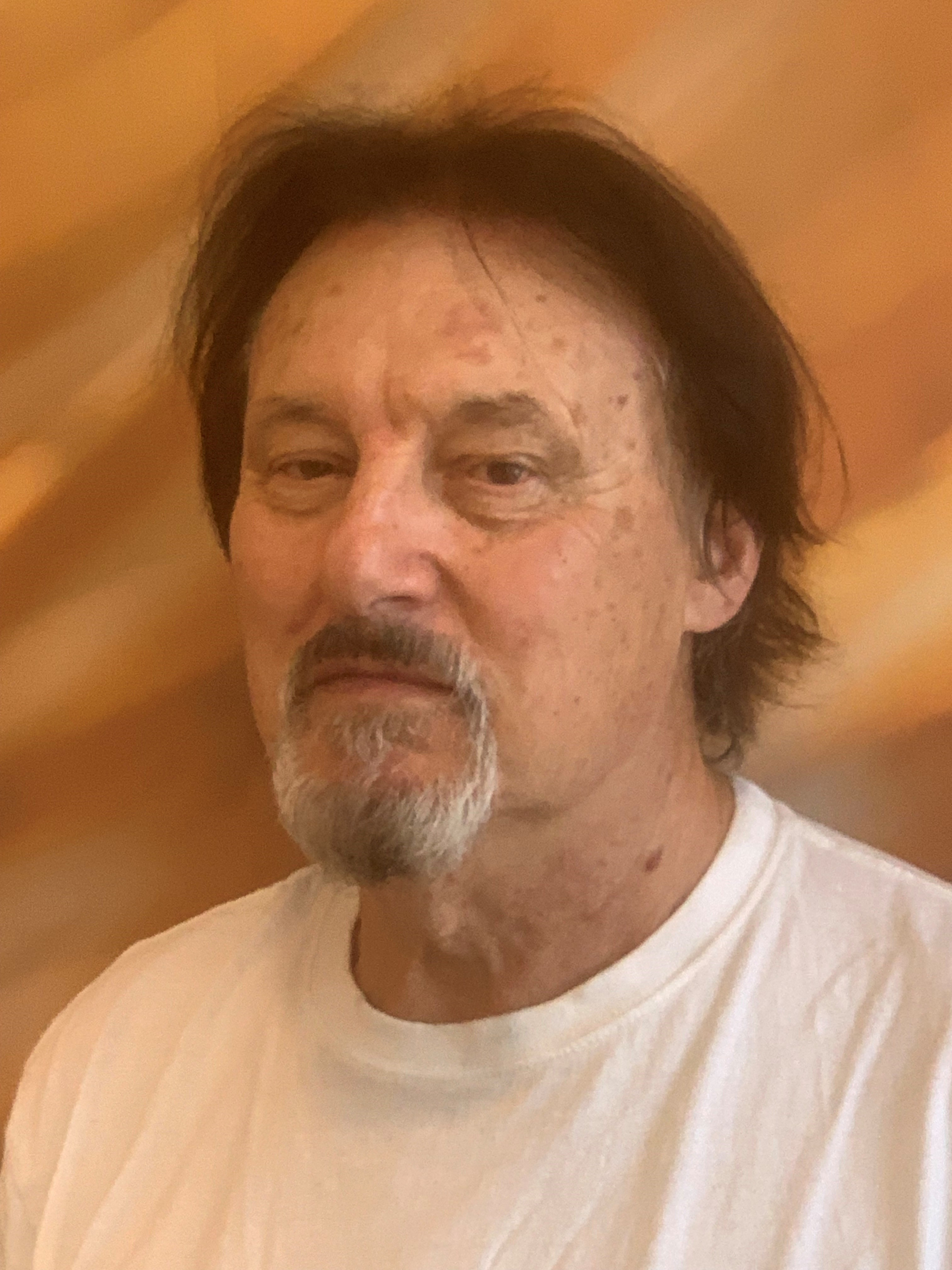
Árpád Bari, 2024

Árpád Bari (ungarisch Bari Árpád; * 31. Juli 1953 in Budapest) ist ein ungarischer Arzt und Maler. Bari lebt seit 1985 in Aschaffenburg.

## Leben

### Von Pilisszentiván bis Pesterzsébet, die ersten Erfolge
Seine Kindheit verbrachte er in Pilisszentiván (Sankt Iwan), einem Dorf in der Budaer Gegend, wo er auch die Grundschule besuchte. Nach dem Abitur im II. Ferenc-Rákóczi-Gymnasium in Budapest studierte Bari Medizin an der Semmelweis-Universität, wo er 1978 sein Diplom als Allgemeinarzt erhielt. Die Malerei spielte jedoch eine bestimmende Rolle in seinem Leben. In den Universitätsjahren nahm er an zahlreichen eigenen und Gruppenausstellungen teil. Als aktives Mitglied der Theatergruppe der Universität spielte er nicht nur die Rollen, sondern malte auch die Kulissen.
Mithilfe der Kunst konnte Bari vieles aus den inneren und äußeren Kämpfen seines bewegten Lebens verarbeiten. Nur für einen kurzen Zeitraum praktizierte er als Arzt in Ungarn, bald darauf lebte er ausschließlich von seiner Kunst. Eine für ihn schicksalhafte Ausstellung fand im Januar 1981 im „Csili-Kulturhaus“, in einem Außenbezirk Budapests, statt. Der Bericht der Fernsehjournalistin Ilona Bayer in der ersten Ausgabe der Telenachrichten erregte landesweite Aufmerksamkeit. Am Tag nach der Eröffnung wurden innerhalb einer halben Stunde alle Bilder verkauft.

### Von New York bis Aschaffenburg
Am Anfang des Jahres 1982 erhielt er aus New York ein Angebot, seine Bilder in einer neu gegründeten Kunstgalerie auszustellen. Er erhielt aber im damaligen sozialistischen Ungarn keine Ausreisegenehmigung und konnte erst knapp zwei Jahre später nach New York fliegen. Nach längeren Überlegungen, wohin ins Ausland er seinen Wohnsitz verlegen sollte, landete er schließlich Ende 1985 in Aschaffenburg, wo er mit gelegentlichen Unterbrechungen noch heute mit seiner Familie lebt.
Im Jahre 1987 wurde in Aschaffenburg jene Ausstellung eröffnet, die, wie damals in Ungarn die Ausstellung im „Csili“, mit einem Schlag Arpad Bari auch hier bekannt machte.

### In humanitären Missionen von den Philippinen bis Tschad
Parallel zu seiner Arbeit als Maler fing Bari an, in einer Privatklinik als Arzt zu arbeiten, und bekam die deutsche Staatsbürgerschaft. Er unternahm zahlreiche private Reisen nach Indien, Nepal, Thailand und Kenia und flog Anfang 1997 auf die Philippinen, um dort in den Stationen der „Rolling Clinic“ als Arzt zu arbeiten. Noch im selben Jahr flog er erneut nach Kenia. In einem der größten Elendsviertel von Nairobi eröffnete seine Hilfsorganisation eine sogenannte „Slum-Ambulanz“, wo er als Arzt tätig war. 1999 flog er mit der deutschen Hilfsorganisation „Cap Anamur“ in den Sudan, dann ab Herbst desselben Jahres als Mitglied der holländischen Sektion von Ärzte ohne Grenzen nach Australien. Er erreichte mit der ersten Hilfstruppe die Insel Ost-Timor, nachdem die internationalen Truppen den Unruhen folgend die Umstände dort stabilisieren konnten. Im Frühjahr 2000 arbeitete er als Arzt in Sambia und war einige Monate später in Eritrea tätig, um an der Versorgung von Kriegsflüchtlingen teilzunehmen. Hier lernte er seine spätere Frau kennen, die ihm als Dolmetscherin und Assistentin half. Sie bekamen zwei Kinder. Im Jahr 2004 arbeitete er für das Internationale Rote Kreuz in Tschad in der Nähe der sudanesischen Grenze bei der ärztlichen Versorgung von Flüchtlinge aus Darfur.

## Ausstellungen (Auswahl)
Arpad Bari hat von 1972 bis 1984 an zahlreichen Ausstellungen in ungarischen Galerien teilgenommen. Seine erste Ausstellungen außerhalb Ungarns fand 1984 in Washington, D.C., im Walter E. Washington Convention Center statt.
- 1984 – Washington DC, Convention Center
- 1984 – Senlis (Franciaország), Fondation Cziffra
- 1985 – Paris, Galerie du FIAP
- 1985 – Paris, Galerie Crocodile Bleu
- 1985 – Bergtheim, Galerie in der Schule
- 1985 – München, Galerie Atmo
- 1986 – Wetzlar, Galerie Hauptwache
- 1986 – Budapest, Vízivárosi Galéria
- 1986 – Pinneberg, Galerie – 3 Stifte
- 1986 – Kronach, Galerie im Rathaus
- 1986 – Nürnberg, Galerie in der Winterstraße
- 1987 – Budapest, Vízivárosi Galéria
- 1987 – Niebüll, Kleine Galerie
- 1987 – Jesuitenkirche Aschaffenburg
- 1987 – Érd, Kultúrház
- 1987 – Budapest, Vízivárosi Galéria
- 1988 – Nürnberg, Galerie in der Winterstraße
- 1990 – Niebüll, Kleine Galerie
- 1991 – Aschaffenburg, Kunsthaus am Schloss (kollektiv)
- 1993 – München, Galerie Bayerischen Landesbank – 2. retrospektive
- 1993 – Aschaffenburg, Kunsthaus am Schloss
- 1994 – Pilisszentiván, „100 éves az iskola“
- 1995 – Aschaffenburg, Schönborner Hof
- 1995 – Aschaffenburg, Carpe Diem – „Indien mit allen Sinnen...“
- 1996 – Aschaffenburg, City Galerie
- 1997 – Kleinwallstadt, Altes Rathaus
- 1999 – Aschaffenburg, Galerie Hofgut
- 2001 – Miltenberg, Galerie im Landratsamt
- 2002 – Kleinostheim, Galerie Koberstein
- 2006 – Nürnberg Club Weiser Wölfe (3 Künstler)
- 2008 – Szigetszentmiklós, Szász Endre Galéria
- 2008 – Pilisszentiván
- 2008 – Pilisvörösvár, Mű-hely Galéria
- 2008 – Aschaffenburg, Galerie Dering
- 2009 – Erdőkertes, Faluház
- 2014 – Aschaffenburg, Galerie Muschik
- 2016 – Aschaffenburg, Galerie Hofgut
- 2018 – Sunndalsora (Norvégia), Galerie Barbara
- 2019 – Pilisvörösvár, Művészetek Háza
- 2022 – Pilisvörösvár, Varázskő Galéria
- 2023 – Budapest, Hegyvidék Galéria
- 2023 – Pilisvörösvár, Városi Könyvtár
- 2023 – Budapest, Ferdinánd Étterem

## Bücher
- Sehnsucht nach Harmonie.  Mosaiken eines Doppellebens.  Fischer Rita G, Frankfurt a. M., 1999, ISBN 978-3-89501-780-3
- Bittere Freiheit. Fischer Rita G, 2000
- A teljesség vágya. Szikével és ecsettel – egy kettős élet mozaikjai. Fekete Sas Kiadó, Budapest, 2000
- Also sprach Hippokrates.  Fischer Rita G, 2000.
- Hier mußt du leben und sterben. Fischer Rita G, 2003, ISBN 978-3-8301-0569-5
- Kulturschock Ungarn. 2. Ausgabe. Reise Know-How, 2010, ISBN 978-3-8317-1383-7
- Ambrosia. Gabbiano Print Kiadó, Budapest, 2023